# 俯衝帶變質作用
俯衝帶變質作用（英語：subduction zone metamorphisim）是指在岩石圈向下俯衝過程中，所經歷的低溫，高到超高壓變質環境，形成的一系列的變質岩相的礦物組合。由淺到深，變質岩相是沸石相（英語：zeolite facoies）、葡萄石-绿纤石相、藍片岩相和榴輝岩相（英語：eclogite facies） .俯衝板塊由玄武質地殼和上覆遠海沉積物組成, 然而，遠海沉積物多半被增生到弧前地區而不俯衝到深部。在俯衝中，板塊的變質多半是由含水礦物脫水引起的。含水礦物的分解通常在 10 公里的深度開始,將水釋放到地幔中。從而降低了地幔岩石的熔點，引發了部分熔融。 這些變質岩相中，每一個都有指標礦物組合，代表其經歷的變質環境。 了解這些脫水反應發生的時間和條件，是解釋地幔熔融、火山弧岩漿作用和大陸地殼形成的關鍵。